# Sebastiania hintonii
Sebastiania hintonii är en törelväxtart som beskrevs av Cyrus Longworth Lundell. Sebastiania hintonii ingår i släktet Sebastiania och familjen törelväxter. Inga underarter finns listade i Catalogue of Life.